# Woman (Neneh Cherry)
Woman is een nummer van de Zweedse zangeres Neneh Cherry uit 1996. Het is de eerste single van hun derde soloalbum Man.
Het nummer is een antwoordlied op It's a Man's Man's Man's World van James Brown. Volgens Cherry is "Woman" een ode aan Brown, maar geeft ze wel een modieuze en tegendraadse draai aan Browns boodschap. "Woman" leverde Cherry een (bescheiden) hit op in Europa. Zo bereikte het de 20e positie in Cherry's thuisland Zweden. In de Nederlandse Top 40 bereikte het de 27e positie, en in de Vlaamse Ultratop 50 de 16e.